# Enrichetta del Liechtenstein (1806-1886)
Enrichetta del Liechtenstein (Vienna, 1º aprile 1806 – Bad Ischl, 15 giugno 1886) è stata principessa del Liechtenstein dal 1806 al 1886.

## Biografia
La principessa Enrichetta nacque nel 1806 come nonogenita di Giovanni I Giuseppe e di Giuseppa di Fürstenberg-Weitra.
Fu attiva come dama di compagnia e il 1⁰ ottobre 1825 sposò a Vienna, sua città natale, il conte Josef von Hunyady (1801-1869). Morì a Bad Ischl nel 1886 e venne tumulata in Ungheria.
Nel 1981 Francesco Giuseppe II acquisì da Sotheby's un suo ritratto in miniatura su avorio, eseguito nel 1833 da Alois von Anreiter.

## Discendenza
Enrichetta del Liechtenstein e Josef von Hunyady ebbero tre figli e cinque figlie:
- Iván (1826);
- Imre Joachim Ferenc (Vienna, 22 luglio 1827 - Kéthely, 8 giugno 1902), sposò Felicie Györy de Radvány (1842-1913) il 23 gennaio 1869 a Budapest ed ebbero tre figlie e due figli:[5]
  - Mária Henriette (Mojmírovce, 15 luglio 1870 - Hács, 10 febbraio 1945);
  - Henriette Terézia Mária (Mojmírovce, 1⁰ luglio 1872 - Budapest, 6 aprile 1910);
  - József László Emanuel Maria (Mojmírovce, 16 dicembre 1873 - Budapest, 26 febbraio 1942);
  - László Maria Bonaventura Peter (Kéthely, 15 luglio 1876 - Khartum, 18 marzo 1927);
  - Terézia Mária Sebastiana Agnes (Kéthely, 20 gennaio 1882 - Baden, 2 giugno 1973).
- Maria (Vienna, 19 novembre 1828 - Roma, 8 dicembre 1908), sposò Camillo Aldobrandini (1816-1902) il 15 settembre 1863 a Vienna ed ebbero due figli:[6]
  - Giuseppe (1865-1939);
  - Ippolito (1869-1895/1898).
- Franciska (Vienna, 3 aprile 1832 - Vienna, 15 dicembre 1910), sposò Lajos Bombelles de La Motte-Sainte-Liée (1817-1909) il 30 maggio 1850;[7]
- Zsófia (Mojmírovce, 14 marzo 1835 - Vienna, 14 marzo 1869), sposò il conte Ottokar von Wickenburg (1831-1904) l'8 agosto 1855 a Vienna ed ebbero una figlia:[8]
  - Henriette (Guttenstein, 25 agosto 1863 - Bad Gleichenberg, 2 giugno 1942).
- Karolina (1836-1907), sposò il conte Otto Wilhelm von Walterskirchen zu Wolfsthal (1833-1912) ed ebbero un figlio:[9]
  - Joseph Wilhelm (1879-1968).
- Alajos (1842);
- Ida (Vienna, 25 aprile 1849 - Vienna, 6 gennaio 1933).

## Ascendenza
|                                        |                                          |                                                    | Genitori                                          |  |  | Nonni |  |  | Bisnonni                   |  |  | Trisnonni                        |  |
|                                        |                                          |                                                    |                                                   |  |  |       |  |  | Emanuele del Liechtenstein |  |  | Filippo Erasmo del Liechtenstein |  |
|                                        |                                          |                                                    |                                                   |  |  |       |  |  | Emanuele del Liechtenstein |  |  | Filippo Erasmo del Liechtenstein |  |
|                                        |                                          | Cristina Teresa di Löwenstein-Wertheim-Rochefort   |                                                   |  |  |       |  |  | Emanuele del Liechtenstein |  |  |                                  |  |
| Francesco Giuseppe I del Liechtenstein |                                          |                                                    |                                                   |  |  |       |  |  | Emanuele del Liechtenstein |  |  |                                  |  |
|                                        |                                          | Maria Anna Antonia von Dietrichstein-Weichselstädt | Carl Ludwig von Dietrichstein                     |  |  |       |  |  |                            |  |  |                                  |  |
|                                        |                                          | Maria Anna Antonia von Dietrichstein-Weichselstädt | Carl Ludwig von Dietrichstein                     |  |  |       |  |  |                            |  |  |                                  |  |
|                                        |                                          | Maria Anna Antonia von Dietrichstein-Weichselstädt | Maria Theresia Anna von Trauttmansdorff           |  |  |       |  |  |                            |  |  |                                  |  |
| Giovanni I Giuseppe del Liechtenstein  |                                          | Maria Anna Antonia von Dietrichstein-Weichselstädt |                                                   |  |  |       |  |  |                            |  |  |                                  |  |
|                                        |                                          | Franz Philipp von Sternberg                        | Franz Damian von Sternberg                        |  |  |       |  |  |                            |  |  |                                  |  |
|                                        |                                          | Franz Philipp von Sternberg                        | Franz Damian von Sternberg                        |  |  |       |  |  |                            |  |  |                                  |  |
|                                        |                                          | Franz Philipp von Sternberg                        | Maria Josepha von und zu Trauttmansdorff          |  |  |       |  |  |                            |  |  |                                  |  |
| Leopoldina di Sternberg                |                                          | Franz Philipp von Sternberg                        |                                                   |  |  |       |  |  |                            |  |  |                                  |  |
|                                        |                                          | Leopoldine von Starhemberg                         | Conrad Sigismund von Starhemberg                  |  |  |       |  |  |                            |  |  |                                  |  |
|                                        |                                          | Leopoldine von Starhemberg                         | Conrad Sigismund von Starhemberg                  |  |  |       |  |  |                            |  |  |                                  |  |
|                                        |                                          | Leopoldine von Starhemberg                         | Maria Leopoldine zu Löwenstein-Wertheim-Rochefort |  |  |       |  |  |                            |  |  |                                  |  |
| Enrichetta del Liechtenstein           |                                          | Leopoldine von Starhemberg                         |                                                   |  |  |       |  |  |                            |  |  |                                  |  |
|                                        | Ludwig August Egon zu Fürstenberg-Weitra | Prosper Ferdinand zu Fürstenberg-Stühlingen        |                                                   |  |  |       |  |  |                            |  |  |                                  |  |
|                                        | Ludwig August Egon zu Fürstenberg-Weitra | Prosper Ferdinand zu Fürstenberg-Stühlingen        |                                                   |  |  |       |  |  |                            |  |  |                                  |  |
|                                        | Ludwig August Egon zu Fürstenberg-Weitra | Sophie von Königsegg-Rothenfels                    |                                                   |  |  |       |  |  |                            |  |  |                                  |  |
| Joachim Egon zu Fürstenberg-Weitra     | Ludwig August Egon zu Fürstenberg-Weitra |                                                    |                                                   |  |  |       |  |  |                            |  |  |                                  |  |
|                                        |                                          | Maria Anna Josepha Fugger zu Kirchberg             | Maximilian Joseph Fugger von Zinneberg            |  |  |       |  |  |                            |  |  |                                  |  |
|                                        |                                          | Maria Anna Josepha Fugger zu Kirchberg             | Maximilian Joseph Fugger von Zinneberg            |  |  |       |  |  |                            |  |  |                                  |  |
|                                        |                                          | Maria Anna Josepha Fugger zu Kirchberg             | Maria Judith von Törring                          |  |  |       |  |  |                            |  |  |                                  |  |
| Giuseppa di Fürstenberg-Weitra         |                                          | Maria Anna Josepha Fugger zu Kirchberg             |                                                   |  |  |       |  |  |                            |  |  |                                  |  |
|                                        |                                          | Philipp Carl Dominicus zu Oettingen-Wallerstein    | Anton Karl zu Oettingen-Wallerstein               |  |  |       |  |  |                            |  |  |                                  |  |
|                                        |                                          | Philipp Carl Dominicus zu Oettingen-Wallerstein    | Anton Karl zu Oettingen-Wallerstein               |  |  |       |  |  |                            |  |  |                                  |  |
|                                        |                                          | Philipp Carl Dominicus zu Oettingen-Wallerstein    | Maria Agnes Magdalene Fugger von Glött            |  |  |       |  |  |                            |  |  |                                  |  |
| Sophia zu Oettingen-Wallerstein        |                                          | Philipp Carl Dominicus zu Oettingen-Wallerstein    |                                                   |  |  |       |  |  |                            |  |  |                                  |  |
|                                        |                                          | Charlotte Juliane zu Oettingen-Baldern             | Kraft Anton Wilhelm zu Oettingen-Baldern          |  |  |       |  |  |                            |  |  |                                  |  |
|                                        |                                          | Charlotte Juliane zu Oettingen-Baldern             | Kraft Anton Wilhelm zu Oettingen-Baldern          |  |  |       |  |  |                            |  |  |                                  |  |
|                                        |                                          | Charlotte Juliane zu Oettingen-Baldern             | Maria Eleonora von Schönborn-Buchheim             |  |  |       |  |  |                            |  |  |                                  |  |
|                                        |                                          | Charlotte Juliane zu Oettingen-Baldern             |                                                   |  |  |       |  |  |                            |  |  |                                  |  |